# 陳坤 (野球)
陳 坤（ちん こん、チェン・クン、Chen Kun,1980年3月5日 -）は中華人民共和国出身の元野球選手。ポジションは投手。右投右打。

## 来歴

### 人物
130キロ台の速球と四球で崩れない制球力を武器とする。主な持ち球はスライダー。2006年、2009年、2013年、2017年にワールド・ベースボール・クラシック、2008年に北京オリンピック中国代表に選出された。

### 国際大会
- 第二回アジアシリーズでは三星ライオンズ戦に中継ぎとして登板したが、一死も奪えず4失点で降板した。
- 第三回アジアシリーズでは統一ライオンズ戦に中継ぎとして登板、2回を無失点2奪三振と好投した。中日ドラゴンズ戦では先発呂建剛の後を受けて登板したが、藤井淳志、荒木雅博、井端弘和に三連打を打たれ、一死も奪えず降板し、さらに後を受けた投手も打たれ、3失点という結果に終わった。
- 第二回WBCでは第二戦の台湾戦で8回2死から登板してセーブを挙げ、中国代表のWBC初勝利に貢献した。

## 代表経験
- 2005年 第1回アジアシリーズ
- 2006年 第1回ワールド・ベースボール・クラシック、第2回アジアシリーズ、第15回ドーハ・アジア大会
- 2007年 第3回アジアシリーズ
- 2008年 北京オリンピック
- 2009年 第2回ワールド・ベースボール・クラシック
- 2013年 第3回ワールド・ベースボール・クラシック
- 2017年 第4回ワールド・ベースボール・クラシック